# Henri de Mibielle
Le général Henri-François-Ludovic de Mibielle était un général de division d'infanterie français né à Castelnau-d'Auzan le 28 septembre 1841, décédé le 14 septembre 1910 à Bourriot-Bergonce (Landes). Il a sa tombe au cimetière de Béziey.

## Grade
- Élève le 13 novembre 1861
- Sous-lieutenant le 1er octobre 1863
- Lieutenant le 10 août 1868
- Capitaine le 31 octobre 1870
- Chef de bataillon le 9 mars 1881
- Lieutenant-colonel le 1er juillet 1887
- Colonel le 12 juillet 1890
- Général de brigade le 10 juillet 1894
- Général de division le 30 décembre 1899[1].

## Postes
- 13/11/1861- : élève à l'ESM (46e promotion du Mexique)
- 1/10/1863- : sous-lieutenant au 39e régiment d'infanterie
- 18/09/1871- : capitaine adjoint major au 1er régiment étranger
- 9/01/1875- : capitaine au 29e bataillon de chasseurs à pied
- 9/03/1881- : chef de bataillon au 95e régiment d'infanterie
- 9/03/1881- : major au 17e régiment d'infanterie
- 4/04/1882- : chef de bataillon au 30e régiment d'infanterie.
- 13/03/83- : chef de bataillon au 3e régiment de tirailleurs algériens.
- 1/07/1887- : lieutenant-colonel au 18e régiment d'infanterie
- 21/10/1887- : lieutenant-colonel au 3e régiment de zouaves
- 12/07/1890- : colonel au 60e régiment d'infanterie
- 10/07/94-15/07/94 : en disponibilité.
- 15/07/94-12/07/97 : commandant de la 62e brigade d'infanterie.
- 15/07/94-08/09/96 : commandant des subdivisions de région de Béziers et de Montpellier.
- 08/09/96-12/07/97 : commandant des subdivisions de région de Mende et de Rodez.
- 12/07/97-18/10/99 : commandant de la 64e brigade d'infanterie et des subdivisions de région de Carcassonne et d'Albi.
- 18/10/99-17/11/00 : commandant de la 42e division d'infanterie.
- 17/11/00-07/10/02 : en disponibilité.
- 07/10/02-05/03/06 : commandant de la 28e division d'infanterie et des subdivisions de région d'Annecy, de Vienne, de Bourgoin et de Chambéry.
- Le 05/03/06 : mise en disponibilité puis le 28/09/06 placé dans la section de réserve.

## Honneurs

### Décorations françaises
|  |  |

- Commandeur de la Légion d'honneur[2].
- Médaille commémorative de l'expédition du Tonkin

### Décorations étrangères importantes
|  |  |

- Officier de l'Ordre du Dragon d'Annam
- Commandeur de l'Ordre royal du Cambodge